# الأداء الصوتي في اليابان

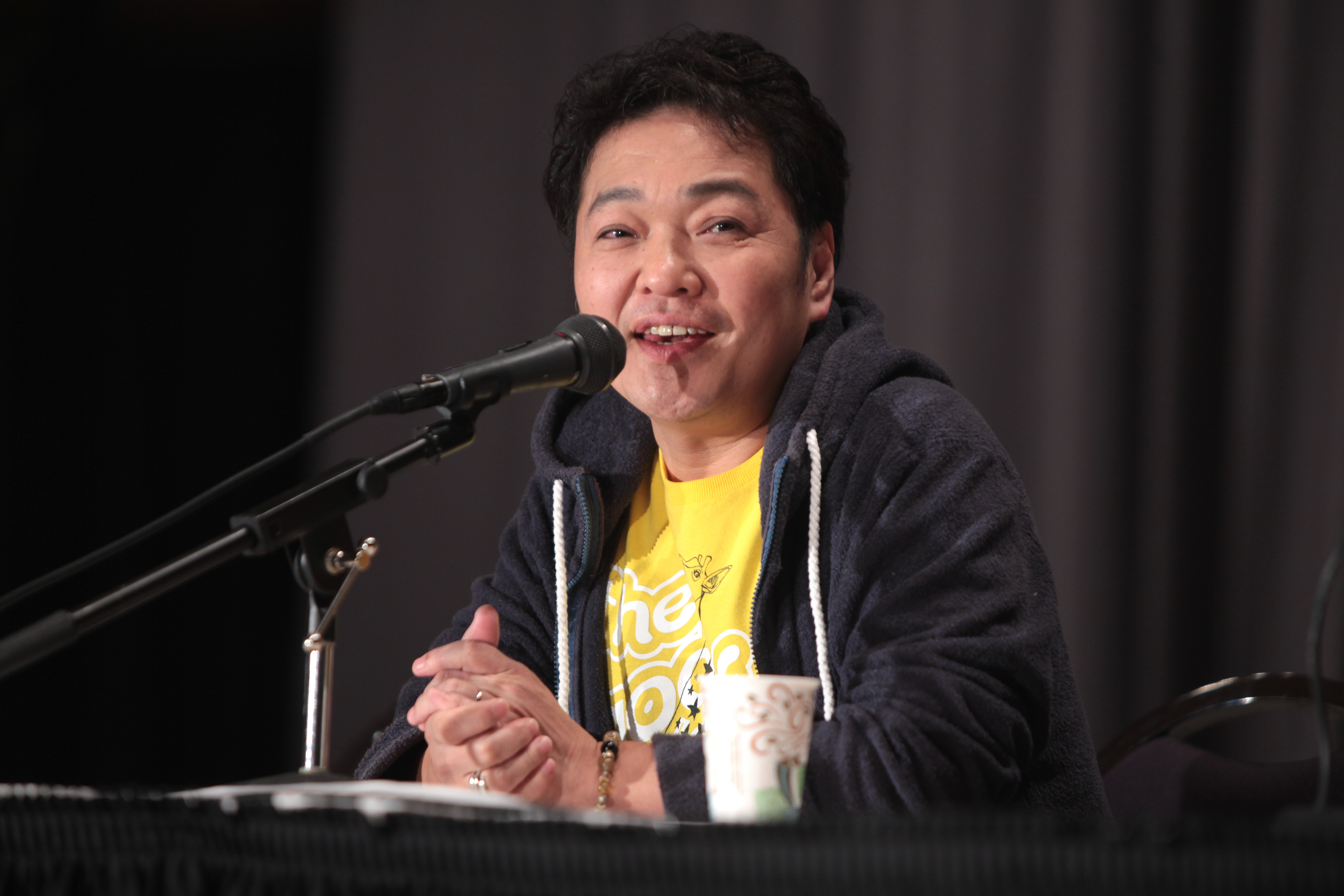

الأداء الصوتي في اليابان أو التمثيل الصوتي في اليابان (بالإنجليزية: Voice acting in Japan)‏ هو القيام بأداء تمثيل صوتي علي سبيل الرواية، أو كممثل أو مؤدي صوتي في المسرحيات الإذاعة (الراديو)، أو كممثل شخصية أفلام الرسوم المتحركة (الانيمي) وألعاب الفيديو، كما يتضمن الأداء الصوتي أيضا عمليات التعليق الصوتي للأفلام والبرامج الناطقة بغيراللغة اليابانية.

## أهمية الأداء الصوتي في اليابان
باعتبار اليابان هي أكبر منتج في العالم لأفلام الانمي بما يمثل 60٪ من سلاسل الانمي في العالم، فإن التمثيل الصوتي في اليابان له أهمية كبرى عن التمثيل الصوتي في معظم البلدان الأخرى.في كثير من الأحيان يمتلك الأشخاص الذين يقومون بعملية الأداء الصوتي - وخاصة النساء منهم - نادي للمعجبين، وقد يسمتع بعض المعجبين إلى بعض العروض فقط لمجرد سماع صوت المؤدي أو الممثل الصوتي الذي يعجب به، وقد اشتهر بعض المؤديين الصوتين وأصبحوا مطربين، فيما أصبح العديد منهم ممثلين أفلام.

## مدارس الأداء الصوتي
هناك نحو 130 مدرسة للأداء الصوتي أو التمثيل الصوتي في اليابان، وعادة ما تمتلك شركات البث ووكالات المواهب فرق خاصة للأداء الصوتي، وتنتشر المجلات التي تركز تحديدا على الأداء الصوتي انتشارًا واسعا في اليابان، لا سيما مجلة فويس أنيمادج، وشاع مؤخرًا استخدام مصطلع «شخصية صوتية» منذ عقد 1980، من قِبل هذه المجلات اليابانية.